# J.League Cup
J.League Cup este o competiție de fotbal din Japonia organizată de J.League, în care participă echipele din Prima Ligă Japoneză de fotbal. Ea a fost fondată în anul 1992.

## Legături externe
- Site oficial
- Japan - List of League Cup Winners, RSSSF.com